# На батька бісового я трачу…
«На батька бісового я трачу…» — вірш Тараса Шевченка, написаний ним 1850 року в Оренбурзі.

## Написання
Збереглося кілька автографів вірша: чистовий автограф у «Малій книжці»; чистовий автограф у «Більшій книжці». Автографи не датовані.
Вірш датується дослідниками за місцем автографа у «Малій книжці» серед творів 1850 року (під № 11 у третьому зшитку за 1850 рік) та часом перебування Шевченка в Оренбурзі взимку — навесні 1850 року, орієнтовно: січень — квітень 1850-го, та місцем написання — Оренбург.
Найраніший відомий текст — автограф у «Малій книжці», до якої вірш переписано на початку 1850 року, не пізніше 23 квітня (дня арешту поета). Під час переписування до «Малої книжки» поет виправив два рядки. У 1858 році, не раніше 18 березня й не пізніше 22 листопада, Шевченко переписав твір зі значними переробками до «Більшої книжки», текст якої остаточний.

## Публікація
Вперше вірш надруковано у виданні: «Кобзарь Тараса Шевченка / Коштом А Е. Кожанчикова» 1867 року (СПб., стор. 421 (подано за «Більшою книжкою»).

## Сюжет
У цій ліричній мініатюрі Шевченко іронізує над самим собою за нарікання на власну долю та настрої туги, які відобразилися в частині його невільницької лірики. Він переборює ці настрої, прагнучи «зняти» їх, звертаючись до своєї поезії, яка завжди була для нього розрадою.